# Mùa bão Tây Bắc Thái Bình Dương 2015
Mùa bão Tây Bắc Thái Bình Dương 2015 là một sự kiện mà theo đó các xoáy thuận nhiệt đới hình thành ở vùng phía tây bắc của Thái Bình Dương. Mùa bão sẽ kéo dài trong suốt năm 2015 với phần lớn các cơn bão hình thành từ tháng 5 đến tháng 11. Bài viết này chỉ đề cập đến các cơn bão hình thành trong phạm vi của Thái Bình Dương ở Bắc Bán Cầu và từ kinh tuyến 100 đến 180 độ. Trong khu vực tây bắc Thái Bình Dương, có 2 cơ quan khí tượng hoạt động độc lập nhau, nên một cơn bão có thể có 2 tên gọi khác nhau. JMA sẽ đặt tên cho một cơn bão khi sức gió duy trì trong vòng 10 phút đạt ít nhất 65 km/h, (40 mph) bất kỳ nơi đây trong vùng đã đề cập trên. Trong Khi đó, PAGASA sẽ đặt tên cho một cơn bão khi nó hình thành từ một áp thấp nhiệt đới trong phạm vi giám sát của họ giữa 135°E và 115°E và giữa 5°N-25°N thậm chí JMA đã đặt tên cho nó. Các áp thấp nhiệt đới được JTWC theo dõi và đặt tên có ký tự "W" phía trước một con số.
- Đây là mùa bão thứ 3 liên tiếp có cơn bão từ khu vực trung tâm và đông bắc Thái Bình Dương di chuyển sang.

## Các cơn bão

### Áp thấp nhiệt đới 90W
Cấp bão (Việt Nam): Dưới cấp 6 - vùng áp thấp.
Cấp bão (Nhật Bản): Áp thấp nhiệt đới; Áp suất: 1006 mbar (hPa).
Cấp bão (Hoa Kỳ): Vùng đối lưu nhiệt đới mức cao.
- Trước khi áp thấp này hình thành, cơn bão Jangmi đã tan hoàn toàn trên biển Đông và không có dấu hiệu nào của một sự hồi sinh. Cả JMA và JTWC đều phân tích rằng có 2 hệ thống xoáy thuận nhiệt đới tồn tại song hành và sau đó Jangmi đã không còn tồn tại và áp thấp nhiệt đới mới này được đánh lại ký hiệu 90W mới thay vì là tàn dư của Jangmi.

### Bão Mekkhala (Amang)
Cấp bão (Việt Nam): Cấp 11 - Bão nhiệt đới dữ dội.
Cấp bão (Nhật Bản): 60 hải lý/giờ - Bão nhiệt đới dữ dội; Áp suất: 975 mbar (hPa).
Cấp bão (Hoa Kỳ): 70 hải lý/giờ - Bão cuồng phong cấp 1.

### Bão Higos
Cấp bão (Việt Nam): Cấp 14 ~ cấp 15 - Bão cuồng phong.
Cấp bão (Nhật Bản): 90 hải lý/giờ - Bão cuồng phong; Áp suất: 940 mbar (hPa).
Cấp bão (Hoa Kỳ): 115 hải lý/giờ - Bão cuồng phong cấp 4.
- Lúc đạt đỉnh, Higos là cơn bão mạnh nhất tại Tây Bắc Thái Bình Dương trong tháng 2 kể từ sau cơn bão Nancy năm 1970. Về áp suất, Higos là cơn bão có áp suất thấp nhất từng được ghi nhận trong tháng 2.Kỉ lục này sau đó bị phá vỡ bởi cơn bão Wutip 4 năm sau.

### Bão Bavi (Betty)
Cấp bão (Việt Nam): Cấp 9 ~ cấp 10 - Bão nhiệt đới.
Cấp bão (Nhật Bản): 45 hải lý/giờ - Bão nhiệt đới; Áp suất: 990 mbar (hPa).
Cấp bão (Hoa Kỳ): 50 hải lý/giờ - Bão nhiệt đới.

### Bão Maysak (Chedeng)
Cấp bão (Việt Nam): Cấp 16 ~ cấp 17 - Bão cuồng phong.
Cấp bão (Nhật Bản): 105 hải lý/giờ - Bão cuồng phong; Áp suất: 910 mbar (hPa)
Cấp bão (Hoa Kỳ): 140 hải lý/giờ - Siêu bão cấp 5.
- Lúc đạt đỉnh (31 tháng 3 năm 2015), Maysak là cơn bão mạnh nhất trong giai đoạn trước tháng 4 tại Tây Bắc Thái Bình Dương (cũng như toàn bán cầu Bắc).Kỉ lục này cũng bị phá vỡ bởi cơn bão Surigae 6 năm sau.

### Bão Haishen
Cấp bão (Việt Nam): Cấp 8 ~ cấp 9 - Bão nhiệt đới.
Cấp bão (Nhật Bản): 35 hải lý/giờ - Bão nhiệt đới; Áp suất: 998 mbar (hPa).
Cấo bão (Hoa Kỳ): 45 hải lý/giờ - Bão nhiệt đới.

### Bão Noul (Dodong)
Cấp bão (Việt Nam): Cấp 16 ~ cấp 17 - Bão cuồng phong.
Cấp bão (Nhật Bản): 110 hải lý/giờ - Bão cuồng phong; Áp suất: 920 mbar (hPa).
Cấp bão (Hoa Kỳ): 140 hải lý/giờ - Siêu bão cấp 5.

### Bão Dolphin
Cấp bão (Việt Nam): Cấp 16 - Bão cuồng phong.
Cấp bão (Nhật Bản): 100 hải lý/giờ - Bão cuồng phong; Áp suất: 925 mbar (hPa).
Cấp bão (Hoa Kỳ): 140 hải lý/giờ - Siêu bão cấp 5.

### Bão Kujira (bão số 1)
Cấp bão (Việt Nam): Cấp 9 - Bão nhiệt đới.
Cấp bão (Nhật Bản): 45 hải lý/giờ - Bão nhiệt đới; Áp suất: 985 mbar (hPa).
Cấo bão (Hoa Kỳ): 45 hải lý/giờ - Bão nhiệt đới.

### Bão Chan-hom (Falcon)
Cấp bão (Việt Nam): Cấp 15 - Bão cuồng phong.
Cấp bão (Nhật Bản): 90 hải lý/giờ - Bão cuồng phong; Áp suất: 935 mbar (hPa)
Cấp bão (Hoa Kỳ): 120 hải lý/giờ - Bão cuồng phong cấp 4.

### Bão Linfa (Egay) (Bão số 2)
Cấp bão (Việt Nam): Cấp 10 ~ cấp 11 - Bão nhiệt đới dữ dội.
Cấp bão (Nhật Bản): 50 hải lý/giờ - Bão nhiệt đới dữ dội; Áp suất: 980 mbar (hPa).
Cấp bão (Hoa Kỳ): 65 hải lý/giờ - Bão cuồng phong cấp 1.

### Bão Nangka
Cấp bão (Việt Nam): Cấp 16 - Bão cuồng phong.
Cấp bão (Nhật Bản): 100 hải lý/giờ - Bão cuồng phong; Áp suất: 925 mbar (hPa).
Cấp bão (Hoa Kỳ): 135 hải lý/giờ - Siêu bão cấp 4.

### Bão Halola (Goring)
Cấp bão (Việt Nam): Cấp 14 - Bão cuồng phong.
Cấp bão (Nhật Bản): 80 hải lý/giờ - Bão cuồng phong; Áp suất: 955 mbar (hPa).
Cấp bão (Hoa Kỳ): 90 hải lý/giờ - Bão cuồng phong cấp 2.

### Áp thấp nhiệt đới 12W
Cấp bão (Việt Nam): Cấp 7 - Áp thấp nhiệt đới.
Cấp bão (Nhật Bản): Dưới 30 hải lý/giờ - Áp thấp nhiệt đới; Áp suất: 1008 mbar (hPa).
Cấp bão (Hoa Kỳ): 40 hải lý/giờ - Bão nhiệt đới.

### Bão Soudelor (Hanna)
Cấp bão (Việt Nam): Cấp 17 - Bão cuồng phong.
Cấp bão (Nhật Bản): 115 hải lý/giờ - Bão cuồng phong; Áp suất: 900 mbar (hPa).
Cấp bão (Hoa Kỳ): 155 hải lý/giờ - Siêu bão cấp 5.
- Soudelor hiện là cơn bão có sức gió tối đa 10 phút mạnh nhất tại Bắc bán cầu và mạnh thứ ba thế giới tính về sức gió 1 phút và áp suất tối thiểu trong năm 2015 sau hai cơn bão Patricia và Pam.
- Soudelor mạnh ngang với bão Vongfong năm 2014.

### Áp thấp nhiệt đới 14W
Cấp bão (Việt Nam): Cấp 6 ~ cấp 7 - Áp thấp nhiệt đới.
Cấp bão (Nhật Bản): <30 hải lý/giờ - Áp thấp nhiệt đới; Áp suất: 1008 mbar (hPa).
Cấp bão (Hoa Kỳ): 30 hải lý/giờ - Áp thấp nhiệt đới.

### Bão Molave
Cấp bão (Việt Nam): Cấp 10 - Bão nhiệt đới.
Cấp bão (Nhật Bản): 45 hải lý/giờ - bão nhiệt đới; Áp suất: 994 mbar (hPa).
Cấp bão (Hoa Kỳ): 45 hải lý/giờ - Bão nhiệt đới.

### Bão Goni (Ineng)
Cấp bão (Việt Nam): Cấp 15 - Bão cuồng phong.
Cấp bão (Nhật Bản): 95 hải lý/giờ - Bão cuồng phong; Áp suất: 935 mbar (hPa).
Cấp bão (Hoa Kỳ): 115 hải lý/giờ - Bão cuồng phong cấp 4.
- Goni là cơn bão đặc biệt, sức gió của nó đạt đỉnh đến 3 lần và đều là 115 hải lý/giờ.

### Bão Atsani
Cấp bão (Việt Nam): Cấp 16 - Bão cuồng phong.
Cấp bão (Nhật Bản): 100 hải lý/giờ - Bão cuồng phong; Áp suất: 925 mbar (hPa)
Cấp bão (Hoa Kỳ): 140 hải lý/giờ - Siêu bão cấp 5.

### Bão Kilo
Cấp bão (Việt Nam): Cấp 14 ~ cấp 15 - Bão cuồng phong.
Cấp bão (Nhật Bản): 100 hải lý/giờ - Bão cuồng phong; Áp suất: 945 mbar (hPa)
Cấp bão (Hoa Kỳ): 100 hải lý/giờ - Bão cuồng phong cấp 3.

### Bão Koppu (Lando)
Theo một số trung tâm bão quốc tế (JMA, JTWC) thì Koppu đã vượt qua kinh tuyến 120oĐ tiến vào biển Đông, nhưng do Trung tâm Dự báo Khí tượng Thủy văn Trung ương chỉ để bão tiến đến kinh tuyến 120oĐ nên không công nhận là bão số 5.

### Bão Melor (Nona) (bão số 5)
Cấp bão (Việt Nam): Cấp 15 - Bão cuồng phong.
Cấp bão (Nhật Bản): 95 hải lý/giờ - Bão cuồng phong; Áp suất 935 mBar (hPa)
Cấp bão (Hoa Kỳ): 125 hải lý/giờ - Bão cuồng phong cấp 4.
- Đến phút chót, tên bão "Nonoy" của Philippines bị đổi thành "Nona"[1][2][3]

### Áp thấp nhiệt đới khác
- 02/01: Áp thấp nhiệt đới suy yếu từ bão Jangmi hoạt động ở biển Sulu bắc Malaysia, tan hoàn toàn ngay trong ngày hôm đó sau khi đổ bộ Malaysia.
- 01/07: Áp thấp nhiệt đới hình thành ở gần quần đảo Caroline, nó bị bão Chan-hom hấp thụ vào ngày tiếp theo.
- 14/07: Áp thấp nhiệt đới hình thành vài km về phía đông - đông bắc của Philippines, nó sau đó tan ngay không hoàn toàn, ngày 15, JMA thông báo lại về áp thấp này, nó bị bão Nangka hấp thụ vào ngày kế tiếp.
- 18/07: Áp thấp nhiệt đới hình thành và tan ở gần Nhật Bản và Nam Hàn Quốc sau 2 ngày tồn tại.
- 20/07: Áp thấp nhiệt đới hình thành và tan ngay sau khi đổ bộ vào tỉnh Quảng Đông, Trung Quốc.
- 26/08: tàn dư của bão Loke bên khu vực Trung tâm Thái Bình Dương di chuyển sang ở trạng thái ngoại nhiệt đới, vào ngày kế tiếp nó bị hấp thụ bởi tàn dư của cơn bão Atsani.
- 20/12: Áp thấp nhiệt đới ở Nam Biển Đông[4]

## Tên gọi của bão

### Tên quốc tế
Các xoáy thuận nhiệt đới được đặt tên theo danh sách bên dưới do Trung tâm khí tượng khu vực chuyên biệt ở Tokyo, Nhật Bản, khi một xoáy thuận đạt đến độ mạnh của bão. Các tên gọi do các thành viên của ESCAP/WMO Typhoon Committee đề xuất. Mỗi nước trong số 14 nước và vùng lãnh thổ thành viên đưa ra 10 tên gọi, được sử dụng theo thứ tự ABC, bằng tên tiếng Anh của quốc gia đó. Sau đây là các tên gọi dự kiến sẽ đặt tên cho các cơn bão năm 2015.
| - Mekkhala (1501) - Higos (1502) - Bavi (1503) - Maysak (1504) - Haishen(1505) - Noul (1506) | - Dolphin (1507) - Kujira (1508) - Chan-hom (1509) - Linfa (1510) - Nangka (1511) - Soudelor (1513) | - Molave (1514) - Goni (1515) - Atsani (1516) - Etau (1518) - Vamco (1519) - Krovanh (1520) | - Dujuan (1521) - Mujigae (1522) - Choi-wan (1523) - Koppu (1524) - Champi (1525) - In-Fa (1526) - Melor (1527) |

### Tên địa phương của Philippines

Khi một xoáy thuận nhiệt đới đi vào khu vực PAGASA theo dõi sẽ được đặt tên bằng danh sách tên bão riêng của họ

Cơ quan PAGASA sử dụng chương trình đặt tên riêng của mình cho cơn bão nhiệt đới trong khu vực theo dõi của họ. Pagasa đặt tên cho áp thấp nhiệt đới đã hình thành trong khu vực theo dõi của mình và bất kỳ cơn bão nhiệt đới có thể di chuyển vào khu vực theo dõi của họ. Nên danh sách các tên trong năm đó bị sử dụng hết, tên sẽ được lấy từ một danh sách phụ trợ, các bão đầu tiên được xuất bản mỗi năm trước khi mùa bão bắt đầu. Tên còn lập lại (chưa bị khai tử) từ danh sách này sẽ được sử dụng một lần nữa trong mùa bão năm 2019. Đây là danh sách tương tự được sử dụng trong mùa bão 2011, với ngoại lệ có  Betty ,  Jenny , Marilyn ,  Perla  và Sarah thay thế tên Bebeng, Juaning, Mina, Pedring và Sendong tương ứng. Tên mà chưa được sử dụng hay sẽ sử dụng được đánh dấu  màu xám (chưa sử dụng).
| - Amang (1501) - Betty (1503) - Chedeng (1504) - Dodong (1506) - Egay (1510) | - Falcon (1509) - Goring (1512) - Hanna (1513) - Ineng (1515) - Jenny (1521) | - Kabayan (1522) - Lando (1524) - Marilyn (1526) - Nona (1527) - Onyok | - Perla (chưa sử dụng) - Quiel (chưa sử dụng) - Ramon (chưa sử dụng) - Sarah (chưa sử dụng) - Tisoy (chưa sử dụng) | - Ursula (chưa sử dụng) - Viring (chưa sử dụng) - Weng (chưa sử dụng) - Yoyoy (chưa sử dụng) - Zigzag (chưa sử dụng) |

Danh sách phụ trợ

| - Abe (chưa sử dụng) - Berto (chưa sử dụng) | - Charo (chưa sử dụng) - Dado (chưa sử dụng) | - Estoy (chưa sử dụng) - Felion (chưa sử dụng) | - Gening (chưa sử dụng) - Herman (chưa sử dụng) | - Irma (chưa sử dụng) - Jaime (chưa sử dụng) |

### Số hiệu cơn bão tại Việt Nam
Ở Việt Nam một cơn bão được đặt số hiệu khi nó đi vào vùng thuộc phạm vi theo dõi của Trung tâm Dự báo Khí tượng Thủy văn Trung ương Quốc gia được xác định trên biển Đông phía Tây kinh tuyến 120 độ kinh Đông và phía bắc vĩ tuyến 10 độ vĩ Bắc. Số hiệu của bão được đặt theo số thứ tự xuất hiện của nó trong năm ví dụ: Bão số 1, bão số 2,...
Dưới đây là các cơn bão đã được Trung tâm Dự báo Khí tượng Thủy văn Trung ương Quốc gia đặt số hiệu trong năm 2015: (kèm vùng đổ bộ)
| - Bão số 1 (Kujira) (đổ bộ Hải Phòng) - Bão số 2 (Linfa) (đổ bộ Nam Trung Quốc) - Bão số 3 (Vamco) (đổ bộ Quảng Nam) - Bão số 4 (Mujigae) (đổ bộ Nam Trung Quốc) - Bão số 5 (Melor) (tan ở giữa biển Đông) |

## Tác động
Bảng dưới đây trình bày tất cả các xoáy thuận nhiệt đới hình thành trong mùa bão Tây Bắc Thái Bình Dương 2015. Trong đó bao gồm quãng thời gian hoạt động, tên bão, những khu vực chịu ảnh hưởng, cường độ (vận tốc gió duy trì 10 phút và áp suất), thiệt hại, và số người chết. Số người chết trong ngoặc (nếu có) là bổ sung và gián tiếp (một ví dụ về trường hợp chết gián tiếp do bão là tai nạn giao thông), nhưng vẫn liên quan đến cơn bão. Tổng thiệt hại về người và vật chất bao gồm cả khi cơn bão là một hệ thống ngoại nhiệt đới, một sóng nhiệt đới, hay một vùng thấp, và tất cả số liệu được tính bằng USD 2015.
| ATNĐ                    | 2 – 4 tháng 1                           | Áp thấp nhiệt đới    | Không ghi nhận | 1006 | Brunei, Malaysia                                                             | 0    | 0  |  |
| Mekkhala (Amang)        | 13 – 20 tháng 1                         | Bão nhiệt đới dữ dội | 70 (110)       | 975  | Quần đảo Caroline, Philippines,                                              | 7,8  | 3  |  |
| Higos                   | 6-12 tháng 2                            | Bão cuồng phong      | 105 (165)      | 940  | Quần đảo Marshall, Quần đảo Caroline                                         | 0    | 0  |  |
| Bavi (Betty)            | 10- 21 tháng 3                          | Bão nhiệt đới        | 50 (85)        | 990  | Quần đảo Marshall, Quần đảo Caroline, Phillipnes                             | Nhỏ  | 0  |  |
| Maysak (Chedeng)        | 26 tháng 3- 7 tháng 4                   | Bão cuồng phong      | 120 (195)      | 910  | Quần đảo Marshall, Quần đảo Caroline, Phillipnes                             | 8,5  | 9  |  |
| Haishen                 | 2 - 6 tháng 4                           | Bão nhiệt đới        | 40 (65)        | 998  | Quần đảo Caroline                                                            | 0    | 0  |  |
| Noul (Dodong)           | 2 - 12 tháng 5                          | Bão cuồng phong      | 125 (205)      | 920  | Quần đảo Caroline, Philippines,Đài Loan, Nhật Bản                            | 23,5 | 2  |  |
| Dolphin                 | 6 - 20 tháng 5                          | Bão cuồng phong      | 115 (185)      | 925  | Quần đảo Caroline, Quần đảo Mariana                                          | 0    | 0  |  |
| Kujira (Bão số 1)       | 19 - 25 tháng 6                         | Bão nhiệt đới        | 50 (85)        | 985  | Việt Nam, Trung Quốc, Lào, Thái Lan                                          | 14,4 | 9  |  |
| Chan-Hom (Falcon)       | 30 tháng 6 - 13 tháng 7                 | Bão cuồng phong      | 105 (165)      | 935  | Quần đảo Caroline, Quần đảo Mariana, Trung Quốc, Hàn Quốc, Nhật Bản, Nga     | 1460 | 6  |  |
| Linfa (Egay) (Bão số 2) | 1 – 10 tháng 7                          | Bão nhiệt đới dữ dội | 60 (95)        | 980  | Philippines, Đài Loan,Trung Quốc                                             | 218  | 0  |  |
| ATNĐ                    | 1 – 2 tháng 7                           | Áp thấp nhiệt đới    | Không ghi nhận | 1000 | Quần đảo Caroline                                                            | 0    | 0  |  |
| Nangka                  | 3 - 18 tháng 7                          | Bão cuồng phong      | 115 (185)      | 925  | Quần đảo Marshall, Quần đảo Caroline, Quần đảo Mariana, Nhật Bản             | 10,4 | 2  |  |
| Halola (Goring)         | 13 (di chuyển vào khu vực) - 26 tháng 7 | Bão cuồng phong      | 90 (150)       | 955  | Đảo Wake, Quần đảo Mariana, Nhật Bản, Hàn Quốc                               | 1,2  | 0  |  |
| ATNĐ                    | 14 - 16 tháng 7                         | Áp thấp nhiệt đới    | Không ghi nhận | 1000 | Không nơi nào bị ảnh hưởng                                                   | 0    | 0  |  |
| ATNĐ                    | 18 - 20 tháng 7                         | Áp thấp nhiệt đới    | Không ghi nhận | 1004 | Nhật Bản                                                                     | 0    | 0  |  |
| ATNĐ                    | 20 tháng 7                              | Áp thấp nhiệt đới    | Không ghi nhận | 1000 | Trung Quốc                                                                   | 0    | 0  |  |
| 12W                     | 23 - 25 tháng 7                         | Áp thấp nhiệt đới    | Không ghi nhận | 1008 | Philippines                                                                  | 0    | 0  |  |
| Soudelor (Hanna)        | 29 tháng 7 - 11 tháng 8                 | Bão cuồng phong      | 130 (215)      | 900  | Quần đảo Mariana, Philippines, Đài Loan, Nhật Bản, Phía Đông Trung Quốc      | 2350 | 38 |  |
| 14W                     | 1 - 5 tháng 8                           | Áp thấp nhiệt đới    | Không ghi nhận | 1008 | Nhật Bản                                                                     | 0    | 0  |  |
| Molave                  | 5 - 14 tháng 8                          | Bão nhiệt đới        | 50 (85)        | 990  | Quần đảo Mariana                                                             | 0    | 0  |  |
| Goni (Ineng)            | 13 - 25 tháng 8                         | Bão cuồng phong      | 110 (175)      | 935  | Quần đảo Mariana, Philippines, Đài Loan, Nhật Bản, Hàn Quốc, Trung Quốc, Nga | 943  | 70 |  |
| Atsani                  | 14 - 25 tháng 8                         | Bão cuồng phong      | 115 (185)      | 925  | Quần đảo Mariana                                                             | 0    | 0  |  |
| Kilo                    | 1 tháng 9 (di chuyển vào khu vực)       | Bão cuồng phong      | 115 (185)      | 925  | Quần đảo Mariana                                                             | 0    | 0  |  |
| Tổng hợp mùa bão        |                                         |                      |                |      |                                                                              |      |    |  |
| 23 XTNĐ                 | 2 tháng 1 – đang hoạt động              |                      | 130 (215)      | 900  | '                                                                            | 4100 | 70 |  |